# Bukareszt
Bukareszt (rum. București) (Miasto Bukareszt, Municipiul București) – stolica i największe miasto Rumunii oraz centrum przemysłowo-usługowe położone w południowo-wschodniej części kraju, nad rzeką Dymbowicą.
Pierwsze wzmianki o mieście pochodzą z roku 1459, status stolicy kraju Bukareszt uzyskał w 1862 r. Przez XIX i XX wiek przeszedł wiele zmian i stał się centrum kulturalnym i medialnym Rumunii. Eklektyczna architektura, która stanowi mieszankę zabudowy historycznej, socrealistycznej i nowoczesnej, odzwierciedla historię miasta. W okresie międzywojennym Bukareszt uzyskał przydomek Małego Paryża (Micul Paris). Duża część śródmieścia została zniszczona podczas działań wojennych, trzęsień ziemi i wprowadzania w życie programu systematyzującego Nicolae Ceaușescu. Obecnie miasto przeżywa rozwój ekonomiczny i gospodarczy.
Pod względem administracyjnym, miasto ma status równy okręgowi. Dzieli się na sześć sektorów. Jest również siedzibą władz administracyjnych okręgu Ilfov.

## Geografia i klimat

Park Herăstrău

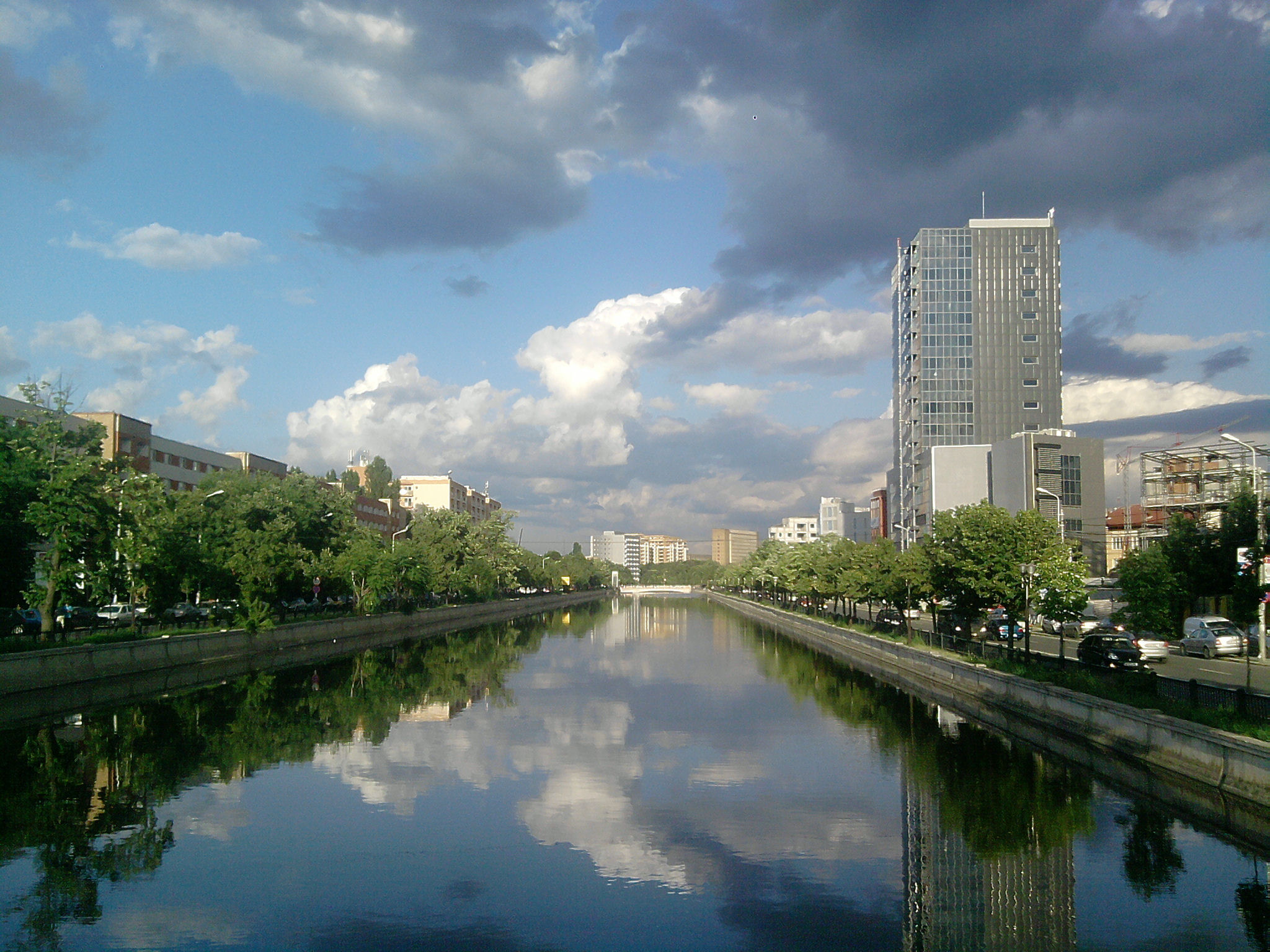
Rzeka Dymbowica

### Geografia
Miasto Bukareszt leży na obu brzegach rzeki Dâmbovița, która wpływa do rzeki Argeș, dopływu Dunaju. W obrębie miasta znajduje się również kilka jezior, z których największe to Floreasca, Tei i Colentina. Leżą one wzdłuż Colentiny, dopływu Dâmbovițy. Dodatkowo, w centrum miasta znajduje się małe sztuczne jezioro, Cișmigiu. Jest ono otoczone przez Ogrody Cișmigiu, otwarte w 1847 według planów architekta niemieckiego, Carla Friedricha Wilhelma Meyera. Ogrody mają długą historię, w której często przewijają się znani pisarze i poeci.
Oprócz Cișmigiu, Bukareszt posiada jeszcze dwa inne duże parki: Herăstrău i ogród botaniczny. Herăstrău to duży park w północnej części miasta. Ogród botaniczny należy do największych na świecie – występuje w nim ponad 10 000 gatunków roślin, w tym wiele egzotycznych.
Bukareszt leży w południowo-wschodniej części Równiny Wołoskiej, w miejscu dawniej porośniętym lasem Vlăsiei – obecnie w jego miejscu znajdują się osiedla mieszkaniowe. Bukareszt leży na siedmiu wzgórzach, co nawiązuje do tradycji rzymskiej. Wzgórza Bukaresztu to:
- Mihai Vodă
- Patriarchalne
- Radu Vodă
- Cotroceni
- Spirei
- Văcărești
- Sfântu Gheorghe Nou

Miasto ma powierzchnię 228 km². Wysokość nieznacznie się waha: najniżej (55,8 m) jest w okolicach mostu na Dâmbovicie w Cățelu, a najwyżej przy kościele w dzielnicy Militari. Miasto ma kształt zbliżony do koła, ze środkiem (kilometr 0) na Piața Universității (Plac Uniwersytecki). Odległość od placu do granic miasta waha się między 10 a 12 kilometrami. Na obwodnicy Bukaresztu łączą się trzy główne rumuńskie autostrady – A1, A2 oraz A3.
Najbliższe okolice Bukaresztu mają jak dotąd charakter wiejski, chociaż po przemianach ustrojowych i rewolucji w 1989 roku w otaczającym miasto okręgu Ilfov obserwuje się rozwój przedmieść.

### Klimat
Bukareszt znajduje się na pograniczu strefy klimatu subtropikalnego (w klasyfikacji klimatów Köppena: Cfa) oraz klimatu kontynentalnego wilgotnego. W mieście występują gorące lata i chłodne zimy. W związku z położeniem miasta na rozległej Równinie Wołoskiej, Bukareszt wystawiony jest na silne wiatry. Temperatury zimą w dzień zwykle wynoszą od 2 do 6 °C. W  środku lata średnia temperatura w dzień wynosi około 30 °C. Rekordowa temperatura (41,5 °C) wystąpiła 7 sierpnia 2012 r., a najzimniej było 25 stycznia 1942 r. –32,2 °C.
| Miesiąc                             | Sty  | Lut  | Mar  | Kwi  | Maj  | Cze  | Lip  | Sie  | Wrz  | Paź  | Lis  | Gru  | Roczna |
| ----------------------------------- | ---- | ---- | ---- | ---- | ---- | ---- | ---- | ---- | ---- | ---- | ---- | ---- | ------ |
| Średnie temperatury w dzień [°C]    | 2.5  | 5.6  | 11.9 | 18.2 | 24.3 | 28.0 | 30.8 | 30.8 | 25.0 | 17.6 | 11.4 | 4.3  | 17,6   |
| Średnie dobowe temperatury [°C]     | -1.7 | 0.5  | 5.8  | 11.4 | 16.8 | 20.6 | 23.1 | 22.7 | 17.3 | 10.9 | 6.1  | 0.1  | 11,2   |
| Średnie temperatury w nocy [°C]     | -5.9 | -4.5 | -0.1 | 4.9  | 9.6  | 13.7 | 15.6 | 15.4 | 10.8 | 5.4  | 1.4  | -3.9 | 5,2    |
| Opady [mm]                          | 46.8 | 33.9 | 43.3 | 45.8 | 66.5 | 69.1 | 59.6 | 51.6 | 66.6 | 62.3 | 40.9 | 48.0 | 634    |
| Średnia liczba dni z opadami        | 10.3 | 9.0  | 9.4  | 9.6  | 10.9 | 11.5 | 9.0  | 7.2  | 7.4  | 8.9  | 8.3  | 9.7  | 111    |
| Wilgotność [%]                      | 89   | 83   | 75   | 71   | 69   | 70   | 68   | 68   | 73   | 79   | 85   | 88   | 76     |
| Średnie usłonecznienie [h]          | 71   | 85   | 138  | 185  | 246  | 266  | 289  | 281  | 224  | 177  | 88   | 63   | 2212   |
| Źródło: climatebase.ru (od 2000 r.) |      |      |      |      |      |      |      |      |      |      |      |      |        |

## Prawo i administracja

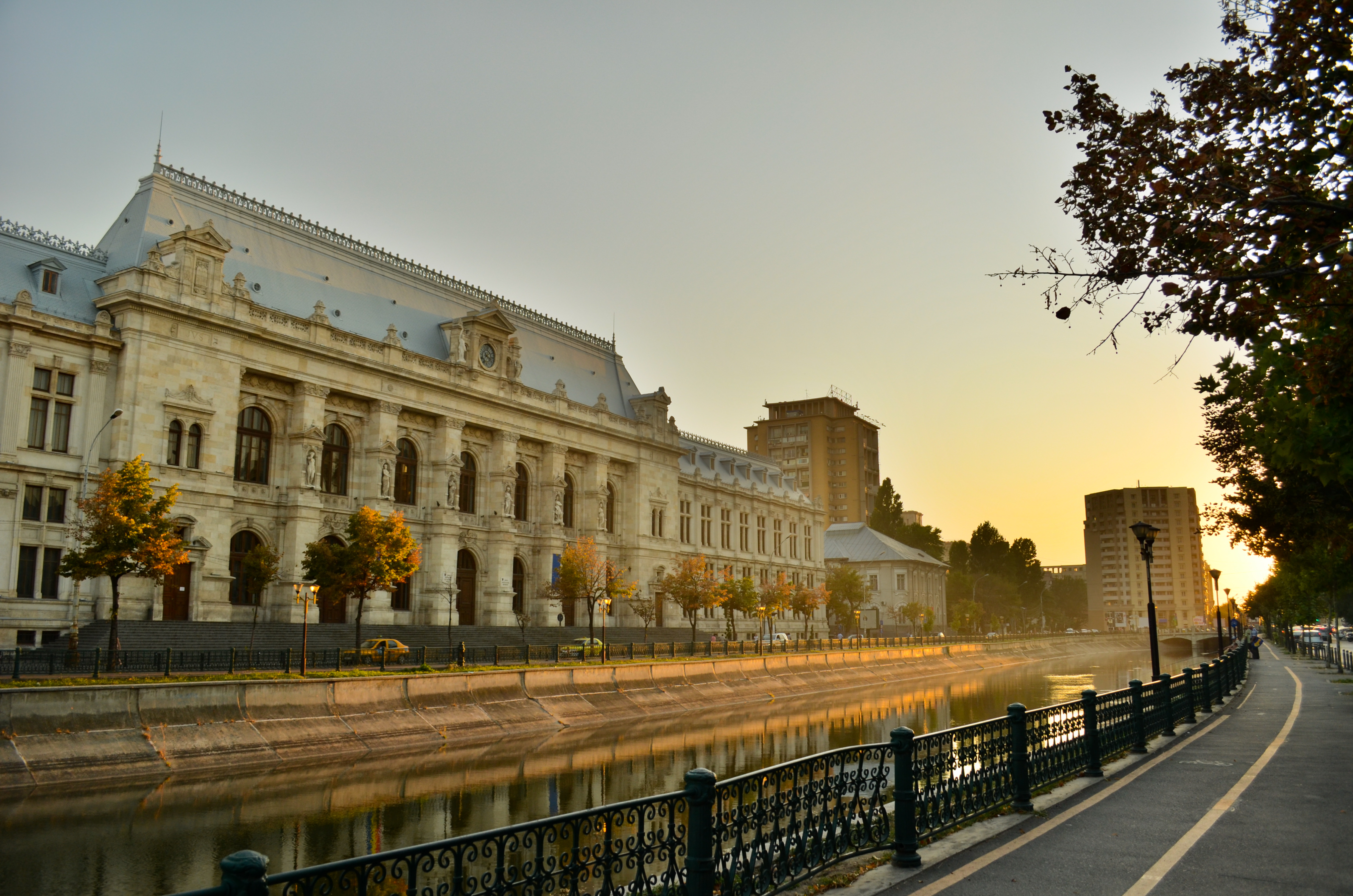
Pałac Sprawiedliwości

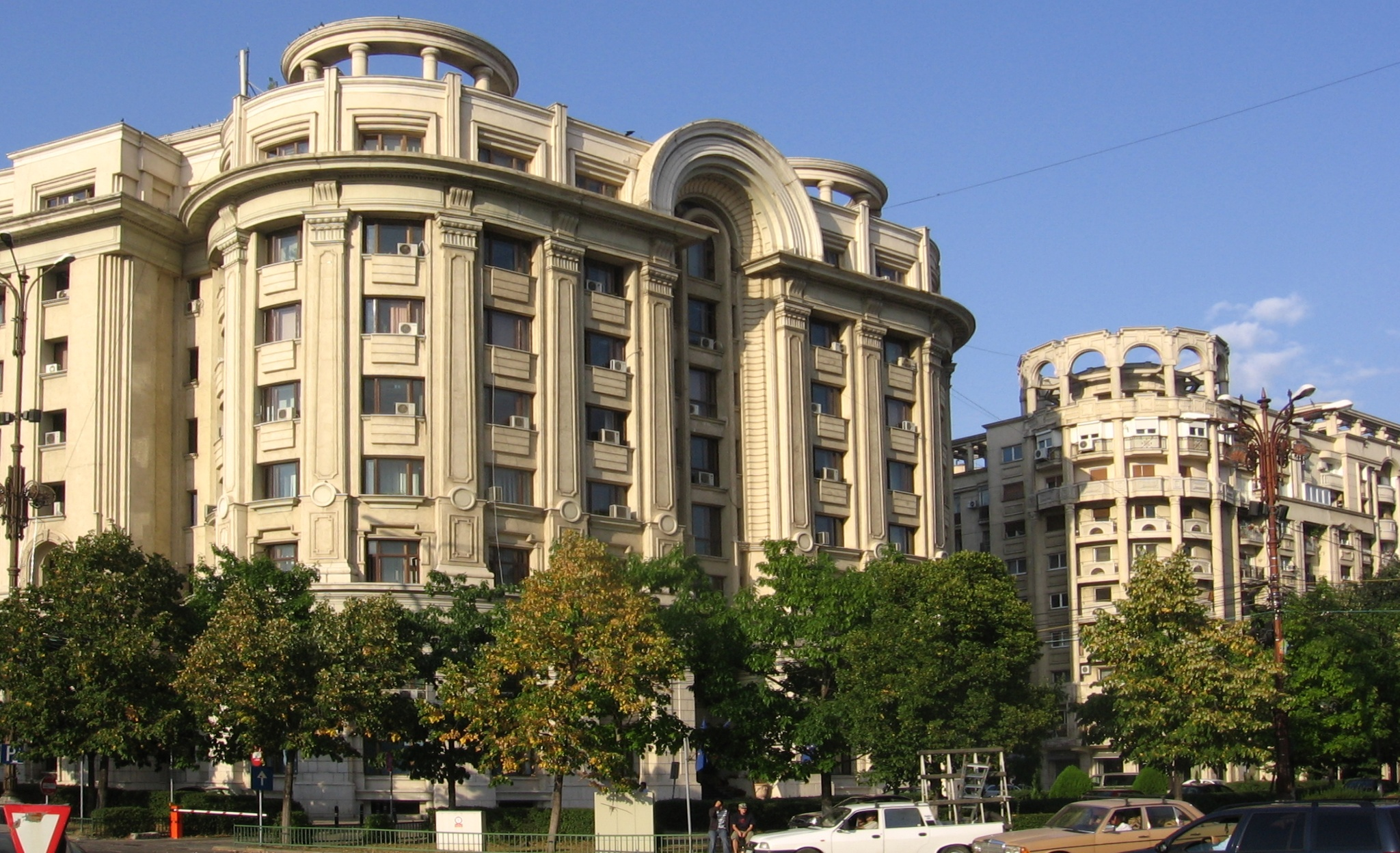
Budynki rządowe w Bukareszcie

### Administracja
Bukareszt ma unikatowy status w administracji rumuńskiej. Jest jedynym miastem niewchodzącym w skład okręgów Rumunii. Jego populacja jest większa niż liczba mieszkańców każdego z okręgów. Rada Generalna Miasta Bukareszt ma uprawnienia identyczne jak rady okręgów.
Miastem zarządza Burmistrzostwo Miasta Bukareszt (Primăria Municipiului București), na czele którego stoi Burmistrz Generalny Miasta Bukareszt (Primar General al Municipiului București), politykę miejską współtworzy Rada Generalna Miasta Bukareszt (Consiliul General al Municipiului București). Miasto podzielone jest na sześć sektorów (sectoare), mających burmistrzostwa sektorów, burmistrzów sektorów i rady sektorów. Burmistrzostwo Miasta Bukareszt zajmuje się sprawami dotyczącymi Miasta Bukareszt, takimi jak budżet ogólnomiejski, gospodarka wodna, komunikacja miejska, główne drogi i aleje. Burmistrzostwa sektorów zajmują się sprawami rangi sektorowej – parkami, szkołami, służbami porządkowymi itp. w danym Sektorze Miasta Bukareszt.

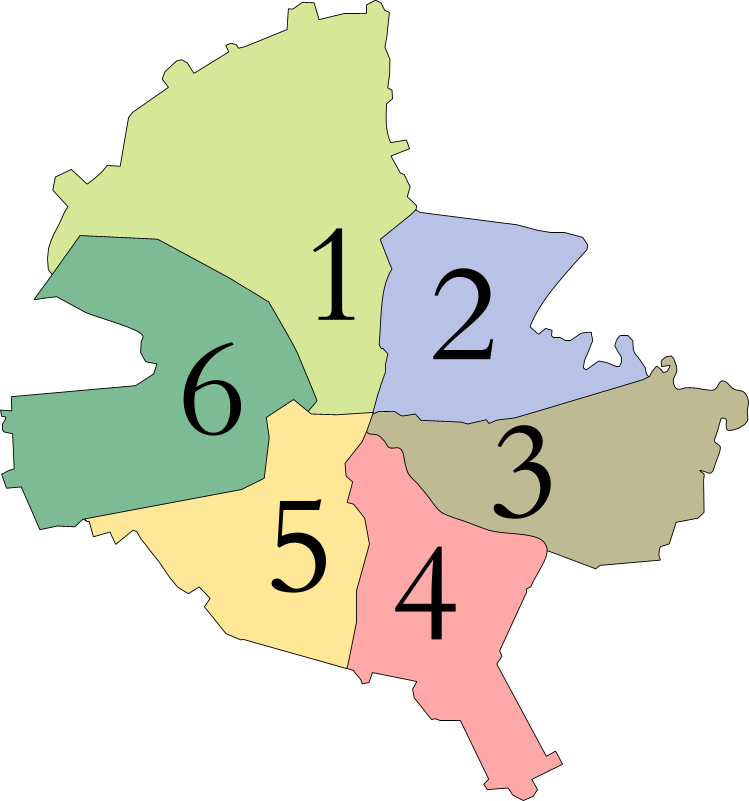
Sektory Miasta Bukareszt

Sektory są ponumerowane od 1 do 6. Każdy z nich ma pod zarządem fragment śródmieścia miasta. Kolejność numeracji jest zgodna z ruchem wskazówek zegara. Sektory dzielą się na dzielnice, nieposiadające samorządu terytorialnego. Ich granice ustalone są tradycyjnie.
- Sektor 1: Dorobanți, Băneasa, Pipera, Floreasca, Aviatiei, Primaverii
- Sektor 2: Pantelimon, Colentina, Iancului, Muncii, Tei
- Sektor 3: Vitan, Dudești, Titan, Centrul Civic
- Sektor 4: Berceni, Olteniței, Văcărești
- Sektor 5: Rahova, Ferentari, Cotroceni
- Sektor 6: Giulești, Drumul Taberei, Militari, Crângași

Podobnie jak w innych miastach Rumunii, Burmistrz Generalny Miasta Bukareszt, Rada Generalna Miasta Bukareszt, rady sektorów, oraz burmistrzowie sektorów są wybierani co cztery lata przez mieszkańców. Oprócz tego, Miasto Bukareszt ma prefekta, który nie może być członkiem partii politycznej. Rolą prefekta jest reprezentowanie miasta przy Rządzie Rumunii, bycie łącznikiem między lokalnymi władzami a Parlamentem Rumunii. Obecnie prefektem jest Traian Berbeceanu.
Miasto Bukareszt tworzy wraz z otaczającym go okręgiem Ilfov region rozwoju Bukareszt-Ilfov. Odpowiada on poziomowi NUTS-II w Unii Europejskiej i jest przez nią wykorzystywany do badań statystycznych oraz dotowany. Regiony rozwoju nie są jednostkami administracyjnymi.

## Historia

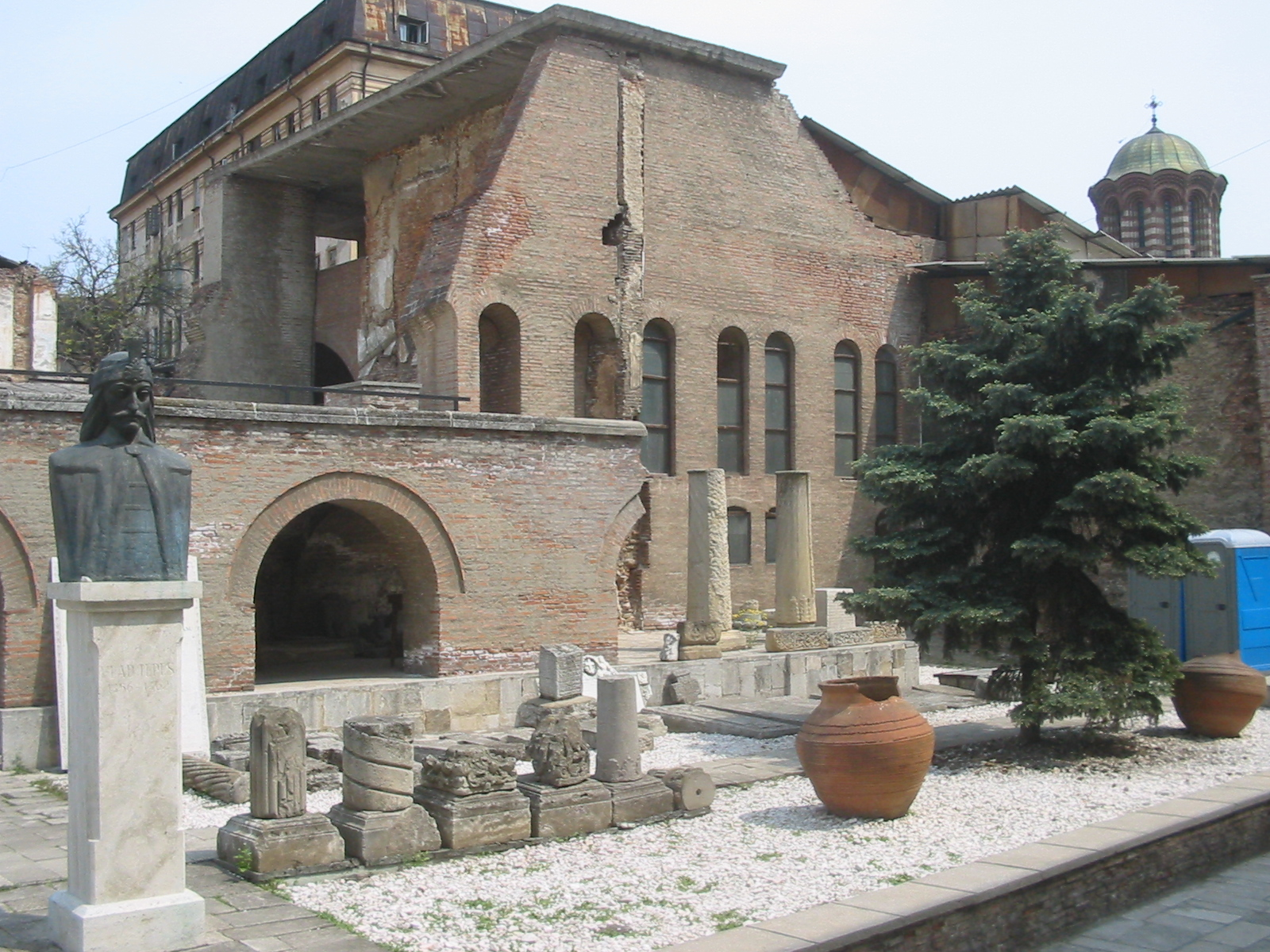
Ruiny Curtea Veche, średniowiecznego dworu książęcego

Bukareszt ma bogatą historię, sięgającą starożytności, chociaż głównym miastem Rumunii stał się dopiero w XIX wieku. Zgodnie z legendą miasto zostało założone przez pasterza o imieniu Bucur. Jednak potwierdzone historyczne informacje mówią, że założycielem miasta jest Mircza Stary, a sam Bukareszt powstał po zwycięstwie nad Turkami w XIV wieku. Rumuńskie słowo bucurie znaczy radość.
Bukareszt pierwszy raz w źródłach historycznych pojawił się jako forteca București w 1459 roku. Był wtedy rezydencją wołoskiego księcia Włada Palownika. Wybudowano wtedy Curtea Veche (Stary Dwór), który podczas rządów Radu Pięknego stał się letnią rezydencją dworu.
Spalony przez Turków w 1595 roku, Bukareszt został odbudowany, po czym jego znaczenie gospodarcze i liczba mieszkańców coraz szybciej rosły. Centrum nowego Bukaresztu leżało wokół Ulița Mare (Wielkiej Ulicy), przemianowanej na Lipscani, po mieście Lipsk w Niemczech. W XVII wieku Bukareszt stał się najważniejszym centrum handlu Wołoszczyzny. W 1698 roku Konstantyn Brincoveanu przeniósł tu stolicę kraju z Târgoviște.

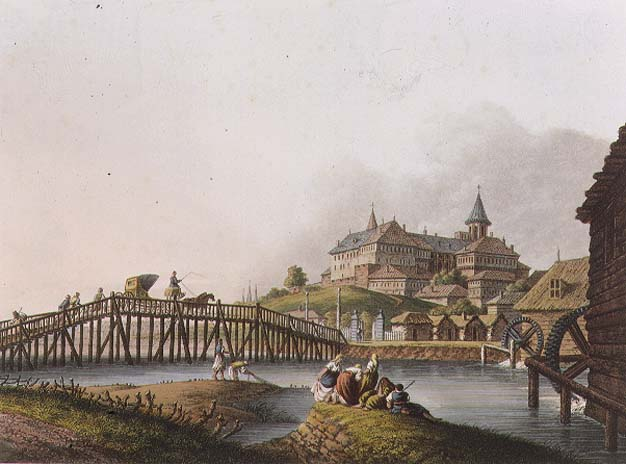
Bukareszt w roku 1837

W XIX wieku przynależność Bukaresztu do Wołoszczyzny, a później Rumunii, była powodem licznych sporów małego państwa z Imperium Osmańskim, Austrią/Austro-Węgrami i Rosją. Rosjanie okupowali miasto dwa razy, w latach 1828 oraz 1853–1854. W 1854 roku garnizon rosyjski został zastąpiony austriackim, który pozostał w mieście do marca 1857. Dodatkowo, 23 marca 1847 roku pożar zniszczył około 2000 budynków, niszcząc tym samym jedną trzecią miasta.
W 1861 roku, gdy Wołoszczyzna i Mołdawia zostały połączone i powstało państwo rumuńskie, Bukareszt stał się stolicą nowego państwa. W drugiej połowie XIX wieku, dzięki statusowi miasta, liczba mieszkańców znacznie wzrosła. Ekstrawagancka architektura oraz kosmopolityczna kultura tego okresu sprawiły, że zaczęto nazywać Bukareszt Paryżem Wschodu albo Małym Paryżem (Paris de Est, Micul Paris), z Calea Victoriei w charakterze Pól Elizejskich. Jednakże podział społeczeństwa na bogatych i biednych został opisany przez Ferdinanda Lassalle jako „dziki galimatias”.

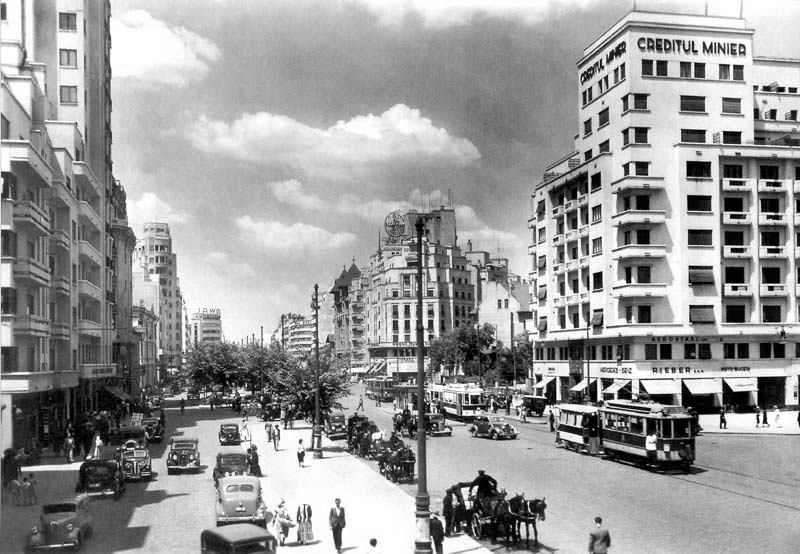
Bukareszt w latach 30. XX w.

Między 6 grudnia 1916 a listopadem 1918 roku Bukareszt był okupowany przez wojska niemieckie, a faktyczną stolicą Rumunii stały się Jassy. Po I wojnie światowej wyzwolone miasto stało się stolicą tzw. Wielkiej Rumunii (România Mare). W II wojnie światowej Bukareszt, jako stolica państwa sprzymierzonego z Osią, znacznie ucierpiał w wyniku bombardowań alianckich. 23 sierpnia 1944 roku zamach stanu zakończył rządy Iona Antonescu oraz doprowadził do politycznego przeorientowania Rumunii, sprowadzając na Bukareszt kolejne bombardowania, tym razem dokonane przez Luftwaffe. 8 listopada 1945 władzę przejął popierany przez ZSRR rząd Petru Grozy.
W czasach rządów Nicolae Ceaușescu (1965–1989), znaczna część historycznego centrum miasta została zrównana z ziemią i zastąpiona przez socrealistyczne neoklasycyzujące, eklektyczne budynki oraz wysokie apartamentowce i bloki mieszkalne. W samych latach 1960–1961 wybudowano ok. 23 tys. mieszkań. Dobre przykłady to także: rozbudowa Centru Civic, wybudowanie Pałacu Ludowego oraz poprowadzenie reprezentacyjnej alei (Bulevardul Unirii), mającej swym wyglądem i rozmachem przewyższać słynne Pola Elizejskie, a także poprowadzenie rzeki przez centrum miasta poprzez budowę tamy na Dymbowicy. Kolejnym ciosem dla centrum stolicy było trzęsienie ziemi o sile 7,4 w skali Richtera w 1977 roku. Niemniej jednak część historycznych zabudowań istnieje do dzisiaj i jest otoczona przez władze poszczególnych sektorów szczególną opieką. Ceaușescu wybudował też w całkowitej tajemnicy sieć podziemnych tuneli, dostępnych tylko dla niego i jego rodziny. Najważniejsze punkty miasta połączyła tajna linia metra długości 10 km. Powstały też tunel wyłącznie dla samochodów rodziny Ceaușescu oraz czteropiętrowy schron atomowy pod Pałacem Ludowym.
W 1989 roku rewolucja w Rumunii, rozpoczęta w Timișoarze, dotarła do Bukaresztu i doprowadziła do pozbawienia władzy reżimu komunistycznego. Niezadowoleni z porewolucyjnych rządów Frontu Wyzwolenia Narodowego studenci zorganizowali protesty na dużą skalę, zatrzymane przez górników z Doliny Jiu.
Po roku 2000 miasto unowocześnia się i rozbudowuje. W północnej części miasta rozwijanych jest wiele projektów ekonomicznych, podczas gdy historyczne centrum podlega stopniowej restauracji.
W mieście znajdowała się siedziba i fabryka upadłego w 2004 roku rumuńskiego producenta autobusów, samochodów dostawczych i trolejbusów Rocar SA.

## Demografia
Według spisu ludności, Bukareszt w dniu 31 lipca 2022 r. liczył 1 716 983 mieszkańców w obrębie granic miasta. Około 2,1 mln mieszkańców mieszka w miejskiej aglomeracji. Pod względem ekonomicznym miasto oferuje potencjalnym inwestorom najwięcej w Rumunii. Jest również jednym z największych w Europie Południowej centrów przemysłowych i węzłów komunikacyjnych.

### Skład etniczny
Skład etniczny według spisu z 2002 roku:
- Rumuni: 1 869 069 (97,02%)
- Romowie: 27 322 (1,41%)
- Węgrzy: 5834 (0,30%)
- Żydzi: 2473 (0,12%)
- Turcy: 2473 (0,12%)
- Niemcy: 2358 (0,12%)
- Chińczycy: 2038 (0,10%)
- Grecy: 1592 (0,08%)
- Rosjanie: 1141 (0,05%)

Polaków w Bukareszcie w 2002 roku mieszkało 246 (0,01%).

## Sport i rekreacja

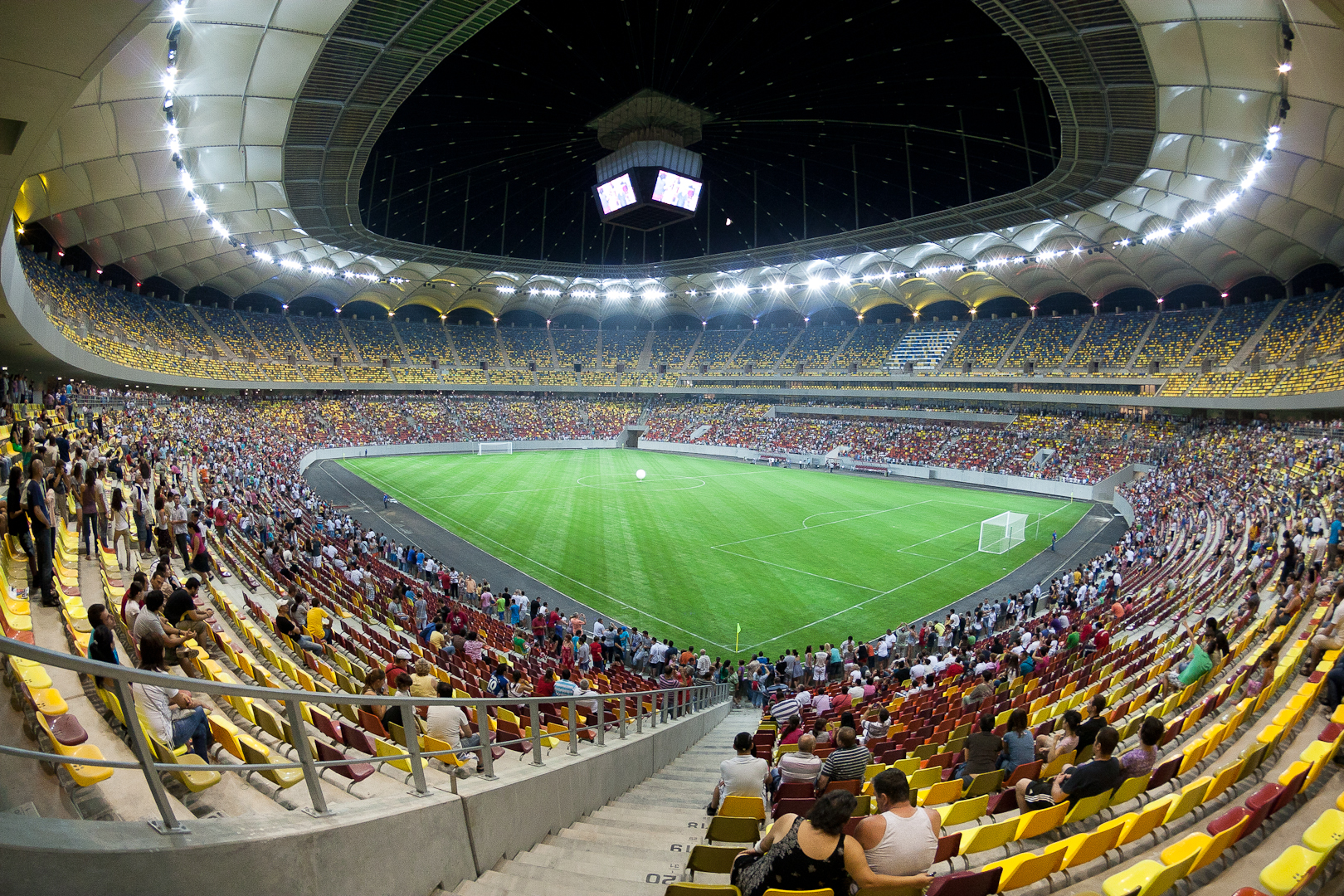
Stadionul Național – narodowy stadion Rumunii

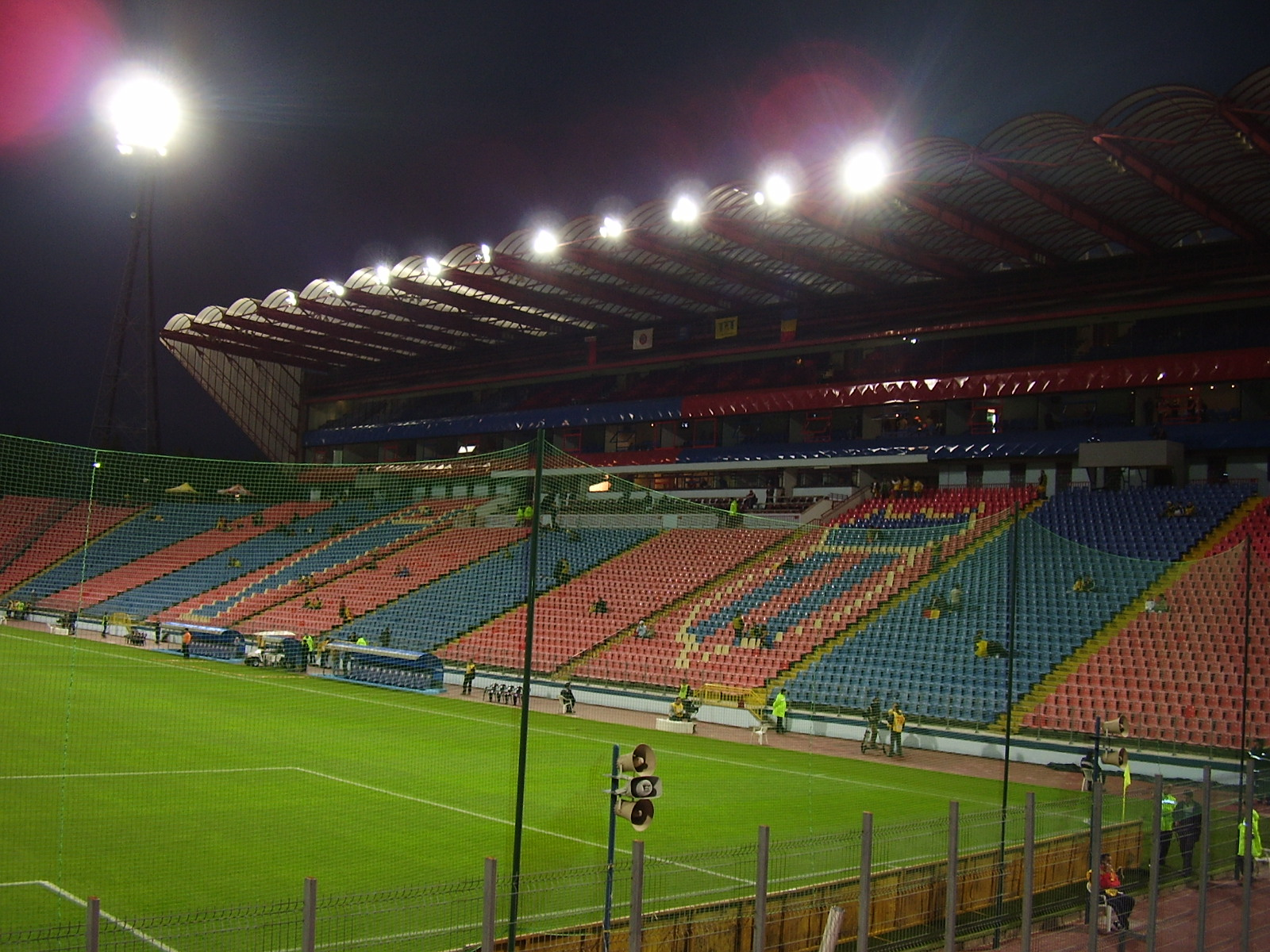
Stadion Ghencea na którym występuje klub piłkarski Steaua

W 1981 roku w Bukareszcie odbyła się uniwersjada.

### Piłka nożna
- Rapid Bukareszt – rumuński klub piłkarski, założony w 1923 r.
- Steaua Bukareszt – rumuński klub piłkarski, założony w 1947 r., zdobywca Pucharu Europy Mistrzów Krajowych w 1986 r.
- FC Dinamo Bukareszt – rumuński klub piłkarski, założony w 1948 r.
- Progresul Bukareszt
- Sportul Studențesc Bukareszt
- Venus Bukareszt

### Rugby
- RC Dinamo Bukareszt
- RC Steaua Bukareszt
- RC Aurel Vlaicu
- RC Olimpia

### Hokej na lodzie
- CSA Steaua Bukareszt
- Sportul Studențesc Bukareszt

### Koszykówka
- C.S. Rapid Bukareszt
- C.S. Dinamo Bukareszt
- Asociația Baschet Club Steaua

## Architektura Bukaresztu i atrakcje turystyczne

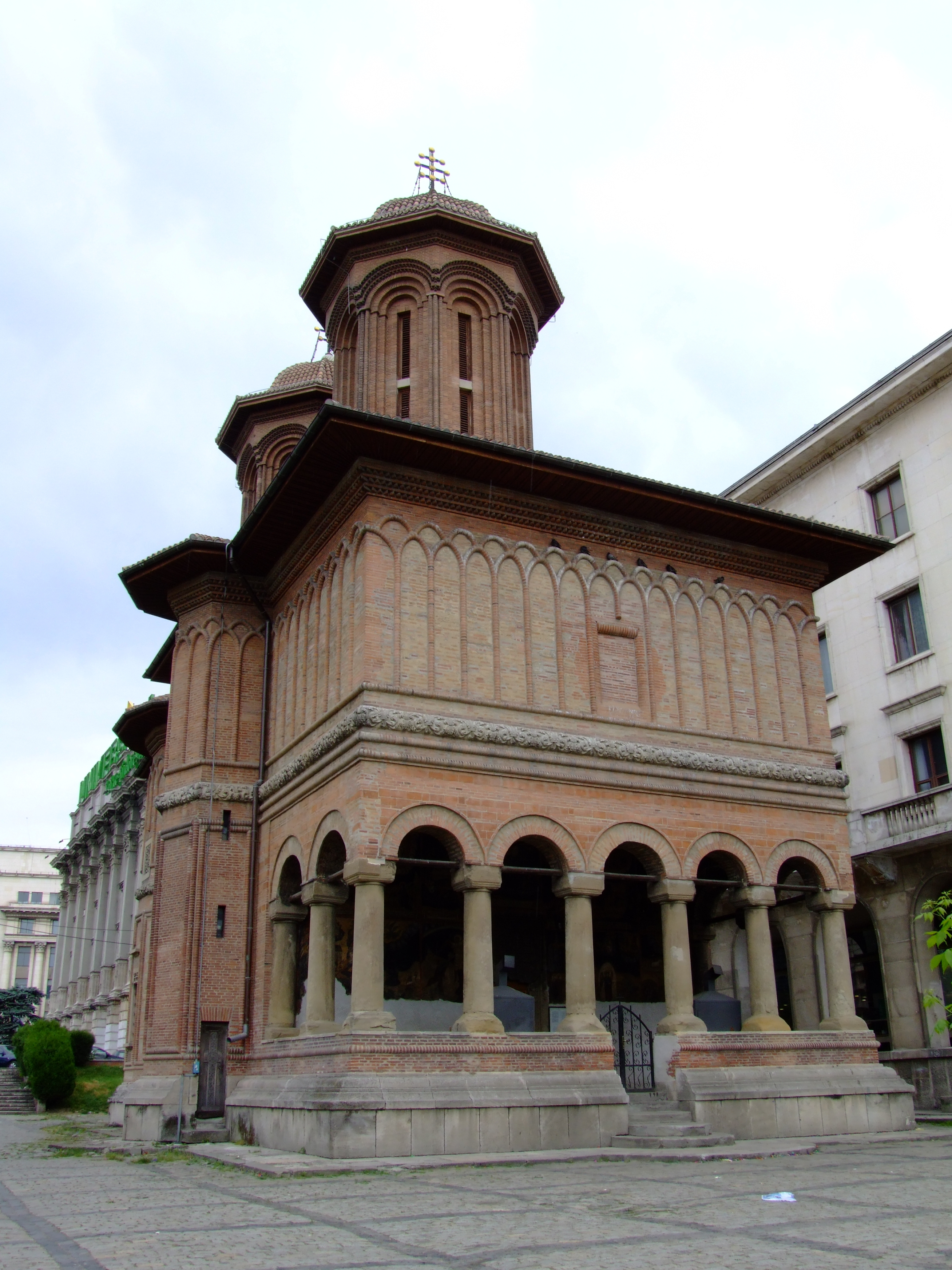
Cerkiew Kretzulescu

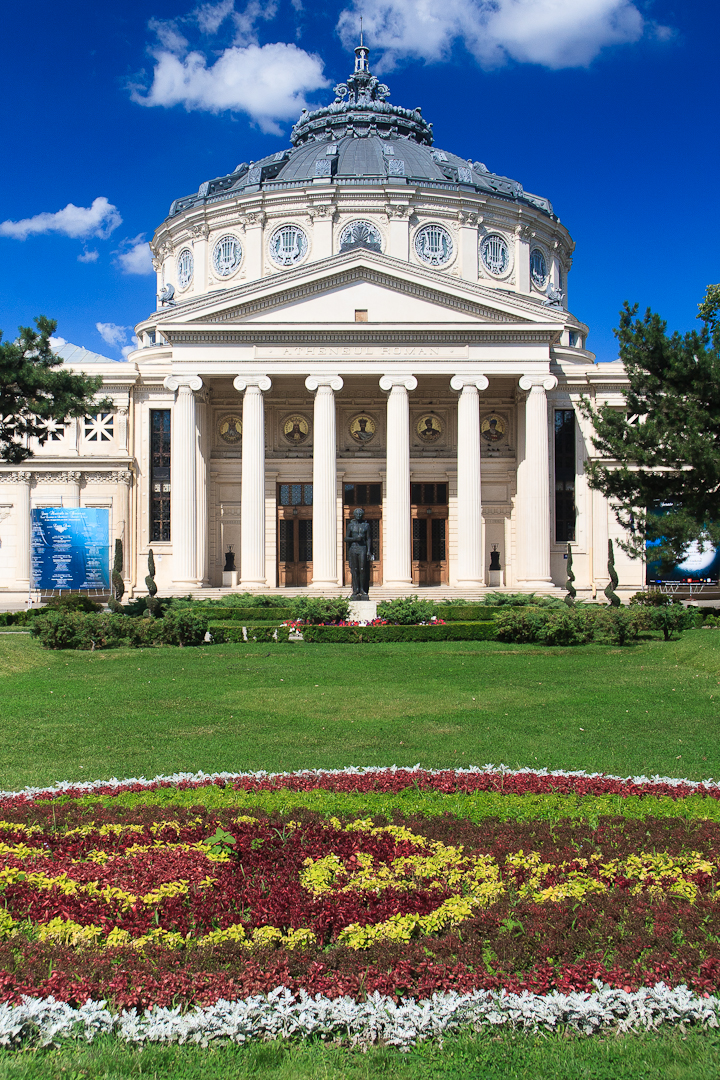
Rumuńskie Ateneum

Znaczna część ruchu turystycznego po Rumunii koncentruje się w górach, Siedmiogrodzie, Mołdawii oraz nad Morzem Czarnym. Przyczyną mniejszego zainteresowania Bukaresztem są m.in. ogromne zniszczenia zabytkowej architektury stolicy, jakiej doznała w wyniku trzęsień ziemi, II wojny światowej oraz przede wszystkim rządów Nicolae Ceaușescu. Podczas zainicjowanej przez niego przebudowy Bukaresztu zniszczono 1/5 zabudowy starówki z 22 cerkwiami, jednym z największych klasztorów w Europie Południowo-Wschodniej – monasterem Văcărești, monasterem Vineri Herasca oraz zabytkami architektury świeckiej – Centralnym Muzeum Wojskowym, Szpitalem Brâncoveanu oraz Instytutem Minu Minovicia. Wiele obiektów przesunięto lub przeniesiono, by zwolnić miejsce pod nową zabudowę. W Bukareszcie pozostało jednak sporo zabytkowych obiektów, często „zamaskowanych” socrealistyczną zabudową, działają też liczne muzea.
Muzea:
- Curtea Veche;
- Muzeum Historii Bukaresztu (Muzeul de Istorie și Artă al Municipiului București);
- Muzeum Historii Naturalnej (Muzeul de Istorie Naturală „Grigore Antipa”);
- Muzeum Historii Rumunii (Muzeul Național de Istorie);
- Muzeum Literatury Rumuńskiej (Muzeul Literaturii Române);
- Muzeum Rumuńskiego Chłopa (Muzeul Țăranului Român);
- Narodowe Muzeum Sztuki (Muzeul Național de Artă) w dawnym Pałacu Królewskim;
- Muzeum Wsi – największy i najstarszy skansen rumuński;
- Narodowe Muzeum Wojskowe.

Z obiektów sakralnych najwięcej jest cerkwi prawosławnych i greckokatolickich, ocalało też kilka synagog oraz świątyń katolickich. Miejsca kultu religijnego zostały w okresie rządów komunistycznych obudowane nową zabudową, dlatego obecnie często znajdują się między blokami lub przy ruchliwych ulicach.
- Katedra patriarchalna (Catedrala Patriarhală);
- Cerkiew Colțea (Biserica Colțea);
- Cerkiew Grecka (Biserica Greacă);
- Cerkiew Kretzulescu (Biserica Crețulescu)
- Cerkiew Księżniczki Balașy (Biserica Domnița Bălașa);
- Cerkiew Michała Wojewody (Mănăstirea Mihai Vodă) – dawna cerkiew przy nieistniejącym monastyrze;
- Cerkiew Rosyjska (Biserica Rusă);
- Cerkiew św. Elefteriusza (Biserica Sf. Elefterie);
- Cerkiew Slobozia
- Cerkiew Stawropoleos (Biserica Stavropoleos), dawniej monasterska;
- Kościół Włoski (Biserica Italiană);
- Monaster Antyma (Mănăstirea Antim);
- Katedra św. Józefa w Bukareszcie (Catedrala Romano-Catolică Sfântul Iosif);
- Synagoga Chóralna (Tempul Coral);
- Synagoga Jeszua Tova (Sinagoga Ieșua Tova);
- Synagoga Krawców (Templul Unirea Sfântă), z muzeum w środku;
- Wielka Synagoga (Sinagoga Mare).

Obiekty z XIX i początku XX wieku:
- Arcul de Triumf – pomnik wzorowanym na Łuku Triumfalnym z Paryża;
- Ateneul Român – rumuńskie Atheneum;
- Pałac Banku Narodowego (Banca Națională a României) z 1894;
- Pałac Crețulescu (Palatul Crețulescu);
- Pałac Kasy Oszczędnościowej (Palatul CEC) w stylu secesyjnym;
- Pałac Sprawiedliwości (Palatul de Justiție) z lat 1890–1895;
- Ratusz z lat 1906–1910, w stylu neoromańskim, według projektu Petre Antonescu[12].

Budynki okresu socjalistycznego:
- Dom Wolnej Prasy (Casa Presei Libere), dawniej nazywany Pałacem Iskry (Casa Scânteii – od tytułu oficjalnego dziennika partii komunistycznej, „Scînteia”, zapożyczonego od rosyjskiej „Iskry”) – architektura podobna do PKiN;
- Pałac Parlamentu (Palatul Parlamentului) – jeden z największych budynków świata;
- Teatr Narodowy w Bukareszcie (Teatrul Național „Ion Luca Caragiale” București) z 1973.

W Bukareszcie znajduje się także kilkanaście parków, z których najbardziej znanym jest Park Herăstrău (Parcul Herăstrău). Dużą popularnością cieszy się także park Ogrody Cișmigiu (Parcul Cișmigiu) – najstarszy w stolicy, założony w 1860 w klasycznym stylu angielskim.

## Uczelnie państwowe
- Universitatea din București

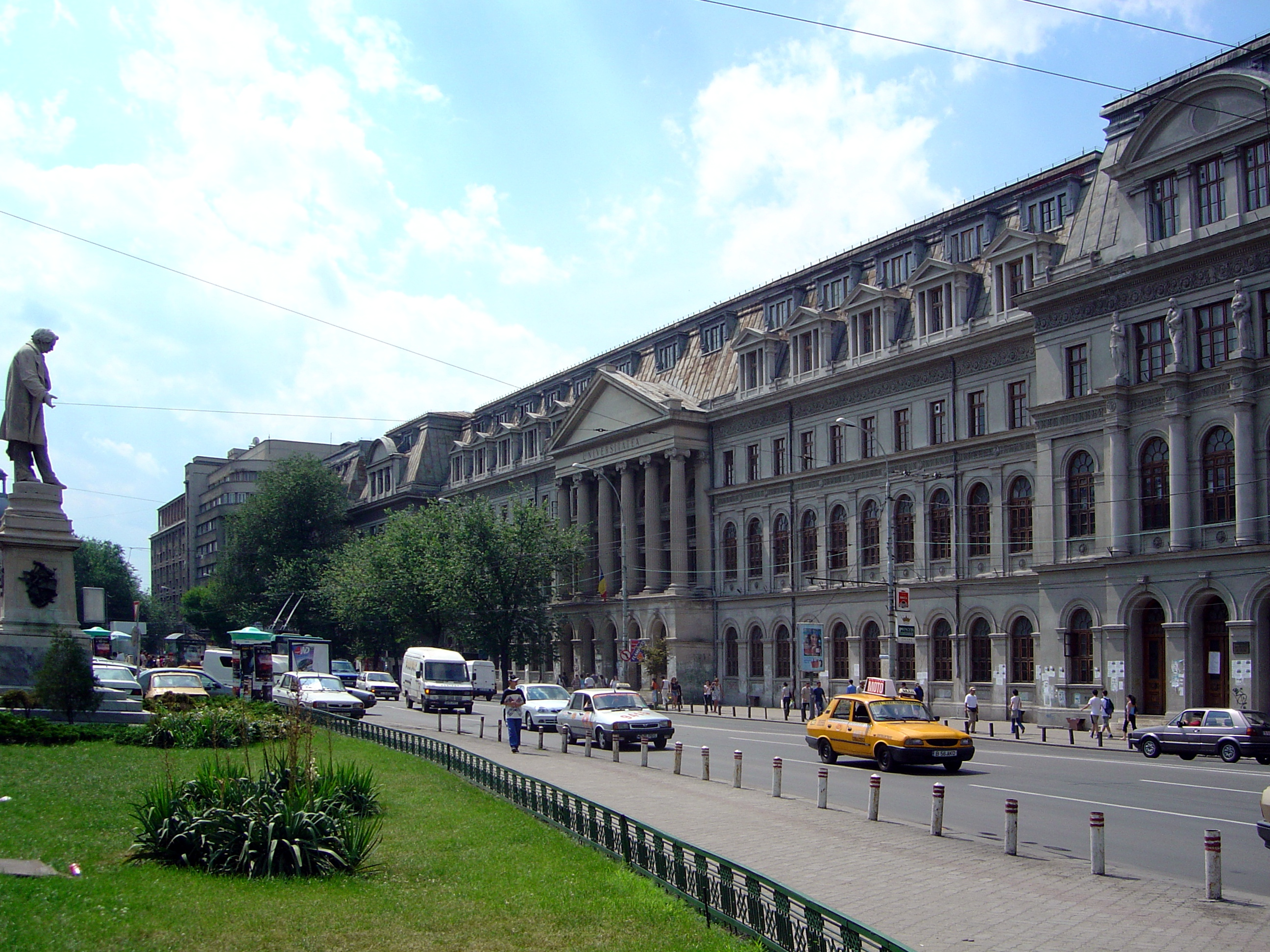
Uniwersytet w Bukareszcie

- Academia de Studii Economice(inne języki)
- Universitatea Politehnica București
- Universitatea Tehnică de Construcții din București(inne języki)
- Universitatea Națională de Arte București(inne języki)
- Universitatea Națională de Muzică din București(inne języki)
- Școala Națională de Studii Politice și Administrative(inne języki)
- Universitatea de Medicină și Farmacie Carol Davila din București(inne języki)
- Universitatea de Științe Agronomice și Medicină Veterinară din București(inne języki)
- Universitatea de Arhitectură și Urbanism Ion Mincu(inne języki)
- Universitatea Națională de Artă Teatrală și Cinematografică „Ion Luca Caragiale”(inne języki)

## Miasta partnerskie
- Ankara, Turcja
- Amman, Jordania
- Ateny, Grecja
- Atlanta, Stany Zjednoczone
- Kiszyniów, Mołdawia
- Pretoria, Republika Południowej Afryki
- Montreal, Kanada
- Pekin, Chińska Republika Ludowa
- Nikozja, Cypr
- Damaszek, Syria
- Rio de Janeiro, Brazylia
- São Paulo, Brazylia
- Sofia, Bułgaria
- Moskwa, Rosja
- Stambuł, Turcja
- Londyn, Wielka Brytania
- Lagos, Nigeria
- Tirana, Albania
- Manila, Filipiny